# Lycée Toulouse-Lautrec (métro de Toulouse)
Pour les articles homonymes, voir Lycée Toulouse-Lautrec.
Lycée Toulouse-Lautrec est une future station du métro de Toulouse, située entre les stations La Vache et Raisin dans le quartier toulousain de la Barrière-de-Paris. Elle sera située sur la troisième ligne du métro toulousain, la ligne C du métro de Toulouse. Sa construction devrait débuter en 2022, pour une ouverture à l'horizon 2028.

## Nom
La station porte le nom de Henri de Toulouse-Lautrec, peintre et dessinateur français ; et dont le lycée situé à côté de la future station porte le nom.

## Caractéristiques
La station se situerait dans le nord de Toulouse, au croisement entre les quartiers de la Barrière-de-Paris, Borderouge, La Maourine et les Minimes. Elle se trouverait au niveau d'une intersection, juste en face du collège et du lycée Toulouse-Lautrec. L'ensemble de la ligne passant dans le centre de Toulouse étant en souterrain, la station devrait être souterraine. Son emplacement stratégique permettrait notamment une meilleure connexion entre les divers quartiers du nord toulousain, en partie coupée par les voies de la SNCF juste à côté.
La station devra intégrer une gare bus, prévoyant un réaménagement des lignes du secteur, et une aire de stationnement pour les vélos de 50 places en accès réglementé et de 30 places sur parvis doit être aménagée. Un parvis, facilitant les cheminements piétons et l'accès au lycée Toulouse-Lautrec doit être créé, alors qu'une piste cyclable vers la rue de Négreneys doit être créée.
La station permettrait la connexion avec les lignes de bus 27 et 41 du réseau Tisséo (desservant actuellement l'arrét Lycée Toulouse-Lautrec).

## Construction
Comme l'ensemble de la ligne C du métro de Toulouse, les travaux sur la station devraient débuter en 2022, pour une mise en service en 2028.

## A proximité
- Collège et Lycée Toulouse-Lautrec
- Piscine Toulouse-Lautrec